# Gastronomía de la Región de Murcia
La gastronomía de la Región de Murcia corresponde al conjunto de platos y postres, ingredientes específicos y técnicas culinarias de la Región de Murcia (España). La cocina murciana tiene influencias de las vecinas cocina manchega, valenciana y granadina. No obstante la región de Murcia pertenece al levante español y eso se hace ver en el carácter marinero de algunos platos, siendo su ingrediente característico el arroz, especialmente el caldero cartagenero, y algunas preparaciones de pescado en salazón: mojamas.
En el caso de Murcia se hace ver una abundante huerta en el interior (representando la cocina ribereña y hortelana), un apego por los productos del cerdo identificados con la matanza del cerdo (cocina manchega), y una abundante cocina de pescados y mariscos. Cabe destacar que los elementos básicos de la cocina murciana son el pimiento y el tomate. Una de las preparaciones más singulares es el pastel de carne murciano («regalo de gente rica y apaño de la pobre»).

## Historia

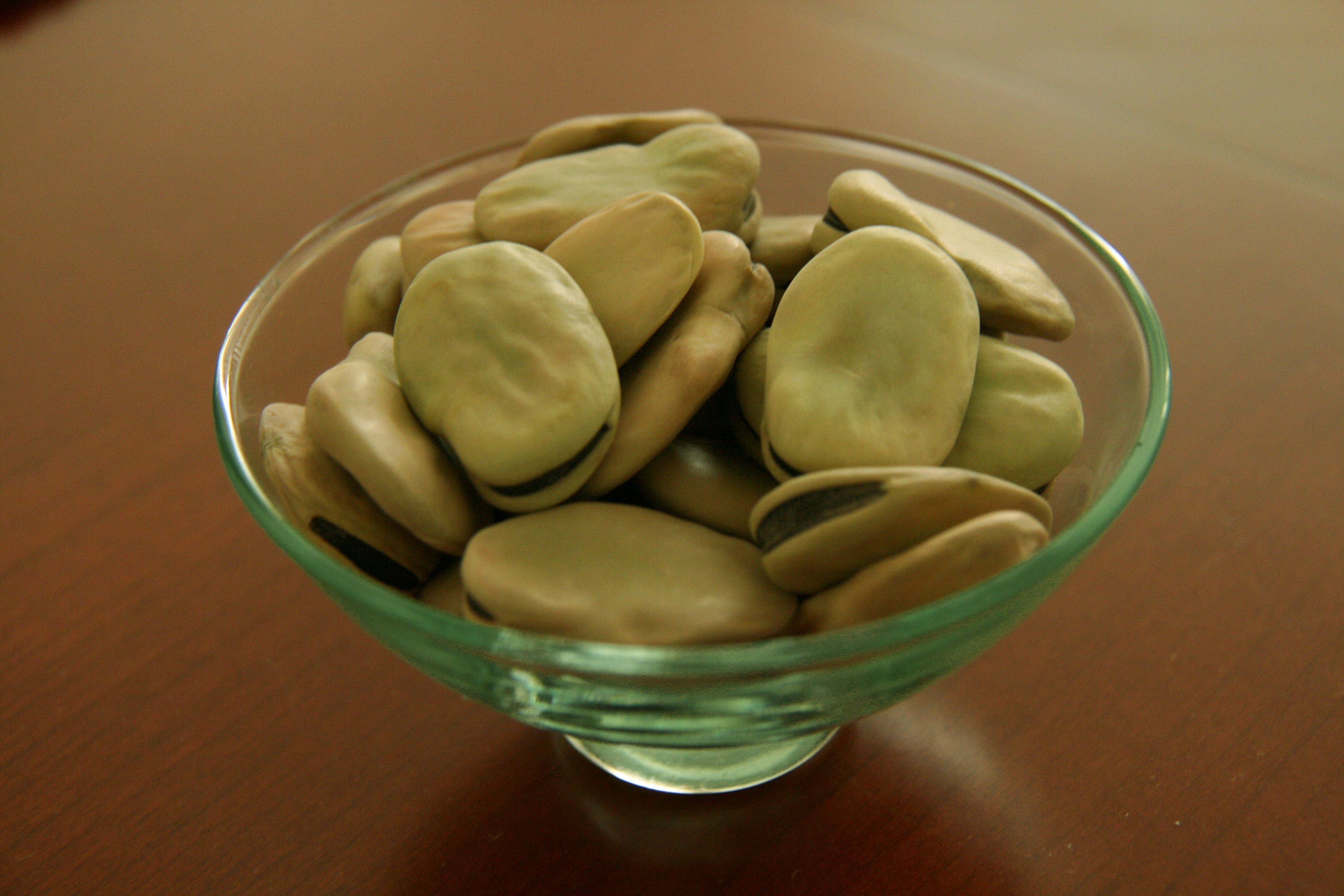
Los michirones (una especie de haba seca) guisados con huesos de jamón y chorizo.

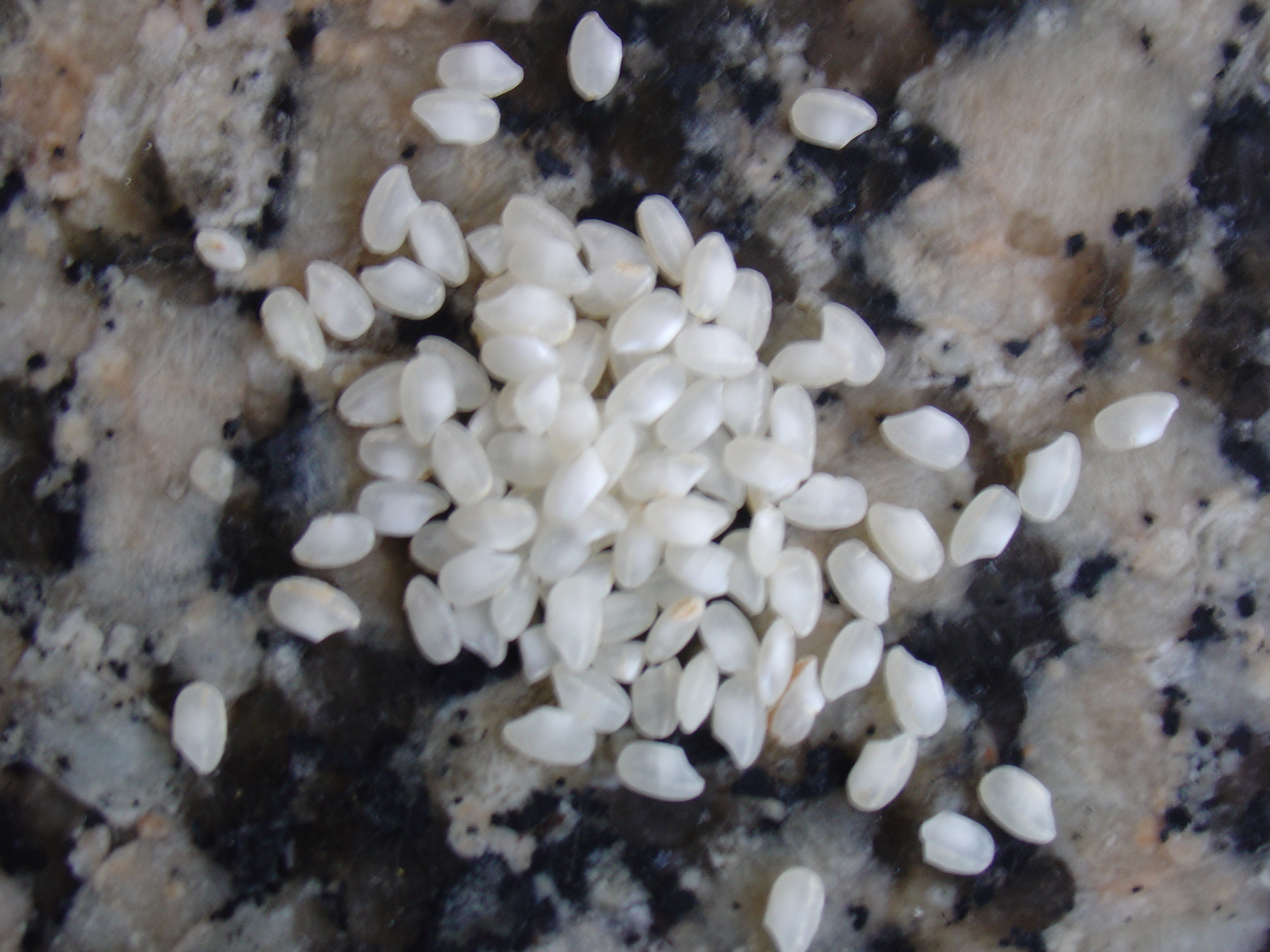
El arroz bomba de Calasparra.

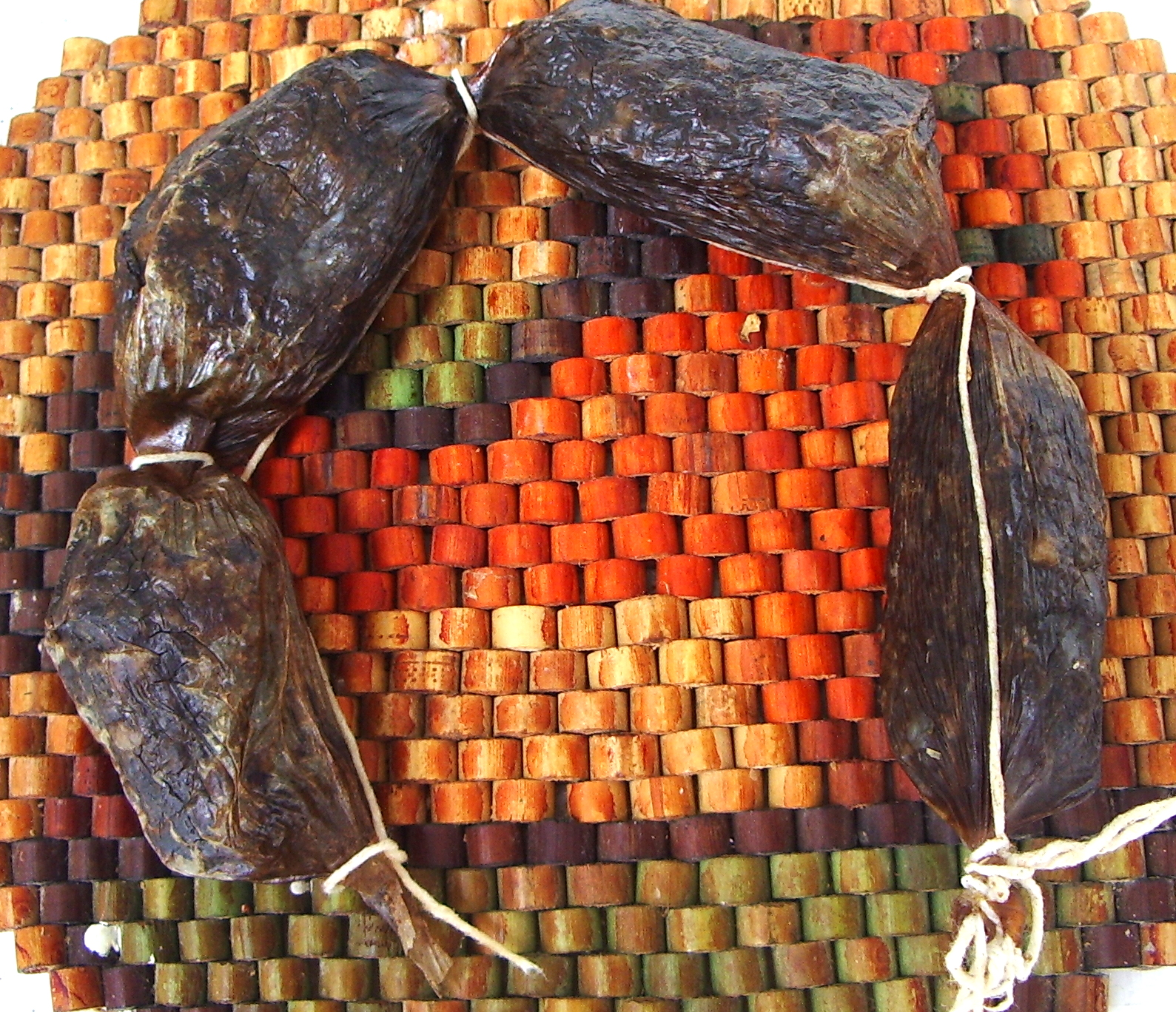
Morcillas murcianas.

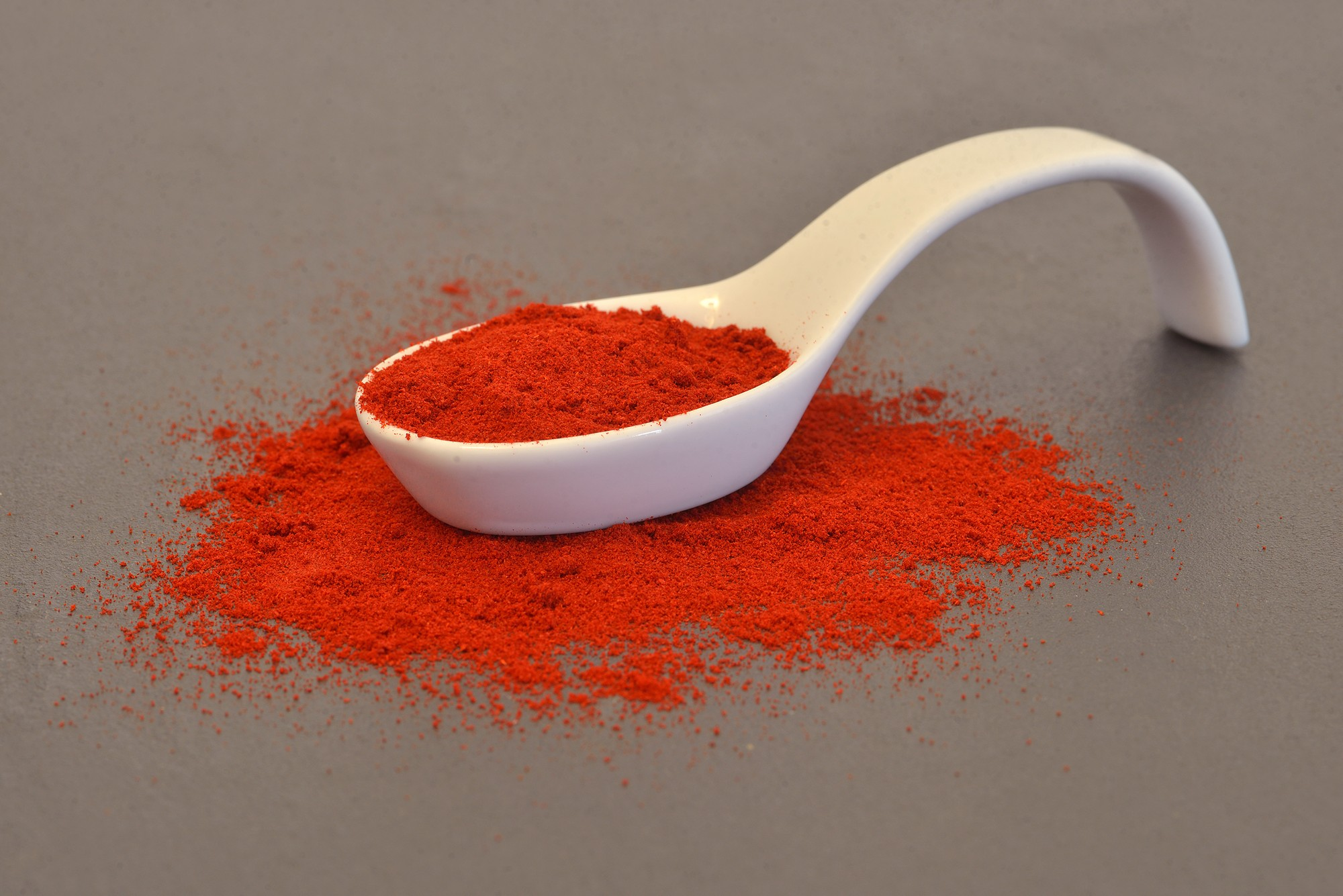
El pimentón es uno de los principales condimentos de la cocina murciana.

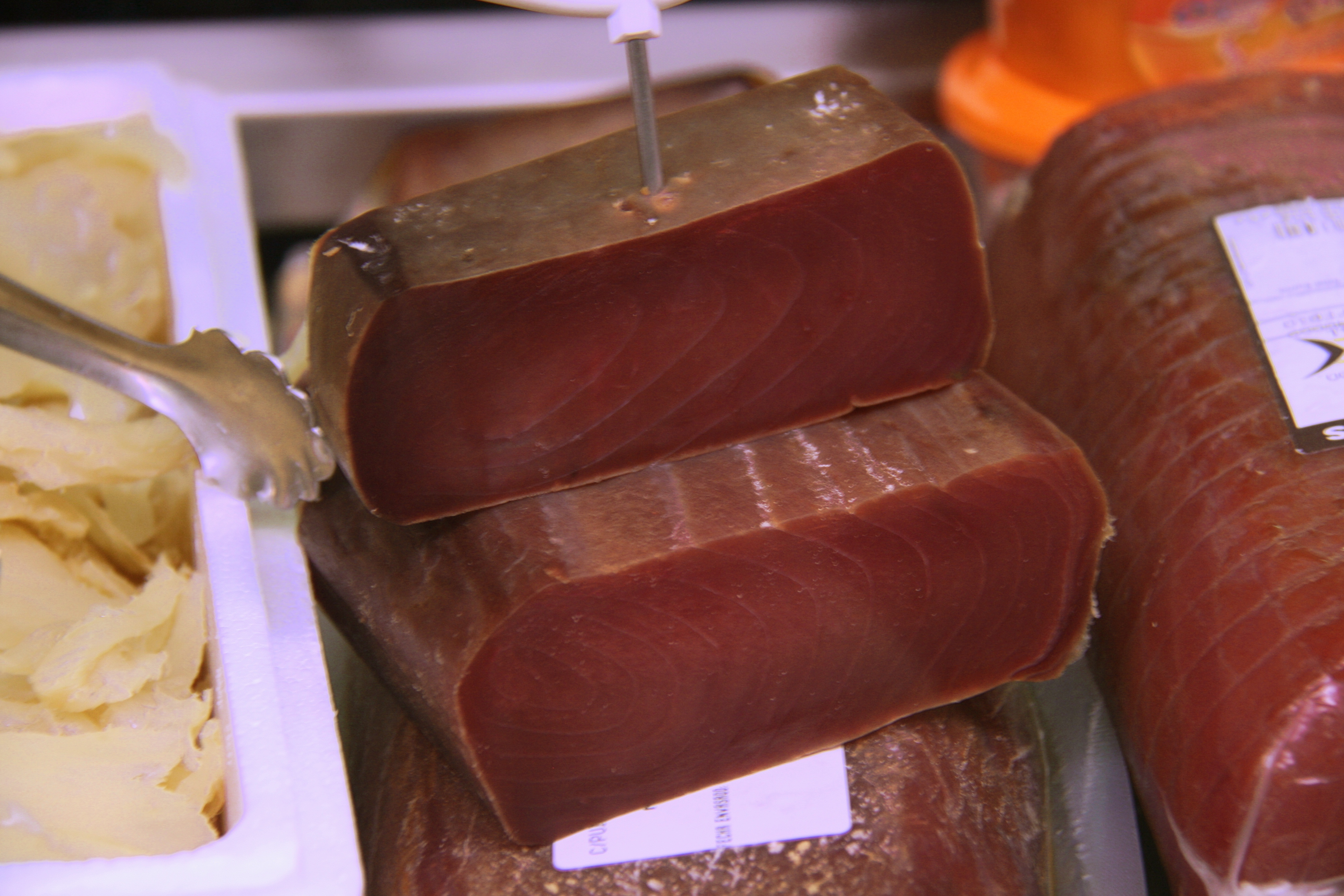
Las mojamas son muy populares en la cocina murciana.

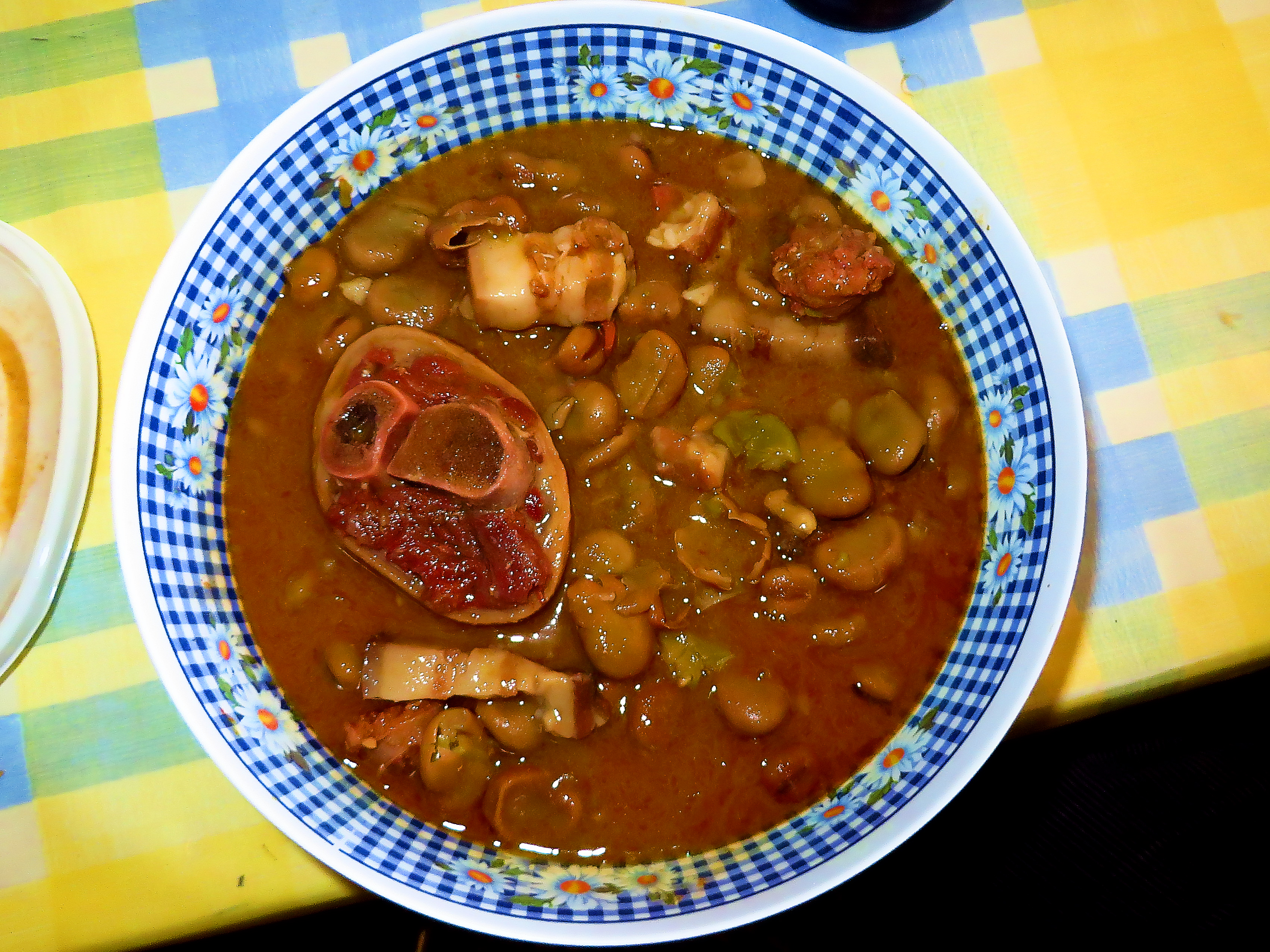
Plato de la cocina murciana sobre la base de habas

Entre las descripciones de los romanos se encuentra la de Marco Porcio Catón al describir en su De Re Rustica un pastel de carne parecido al pastel de carne murciano. Los romanos implantaron en la zona el cultivo del olivo a su llegada, cultivo que se amplificó en el paso del tiempo. Las factorías de pescado romanas y sus salinas facilitaron la elaboración del garum, siendo famoso en todo el imperio el garum de Cartago Nova, que dio paso al gusto de los salazones típico de la cocina murciana. El paso por la región de la gastronomía del Ándalus ha dejado algunas influencias culinarias en Murcia. Los árabes del Ándalus mostraron sus conocimientos sobre el aprovechamiento del curso del río Segura (y del Reguerón), creando todo un complejo sistema de regadío, compuesto de acequias, azudes y norias, todo ello forman la huerta primitiva murciana. Uno de los gastrónomos de origen murciano durante el periodo del Ibn Razin al-Tuyibi. El gusto por cocinar la berenjena proviene de la época andalusí y su alboronía es una muestra. Lo mismo se dice de: las alcachofas (preparadas en la región rellenas de diversos contenidos), los ajetes, los calabacines (preparados rellenos de gambas o incluso de salchichas). Las mojamas eran muy populares en la cocina andalusí debido a ser una forma de conservación del pescado, además de ser halal.
El descubrimiento de América introdujo el pimiento en la región. Fue Cristóbal Colón quien dejó las semillas de esta verdura en el Monasterio de Guadalupe. Es posible que estas semillas se cultivaran en la contigua pedanía de La Ñora, dando lugar a la variedad de su nombre: ñora. Alexandre de Laborde describió en el siglo XVIII algunas de las costumbres murcianas en su Itinéraire descriptif de l'Espagne (París, 1809).
La gastronomía de esta zona está bastante relacionada con la de Castilla-La Mancha, ya que Albacete se integraba en la misma región antes de 1979. Dentro de los productos del cerdo cabe destacar los embutidos como la longaniza imperial de Lorca. La producción vitivinícola de región es importante en Yecla, Bullas, o Jumilla. De la misma forma el cultivo olivarero permite una producción de aceite de oliva.

## Ingredientes
Los ingredientes de la Región Murciana poseen en algunos casos una personalidad propia. En la Región de Murcia existen ocho denominaciones de origen de productos vegetales, incluyendo el arroz de Calasparra (una variedad de arroz bomba redondo), el pimentón de Murcia, la pera de Jumilla y los quesos de Murcia y de Murcia al vino. Muchos de estos ingredientes pueden verse en el Mercado de Verónicas de Murcia capital. 

### Verduras y frutas

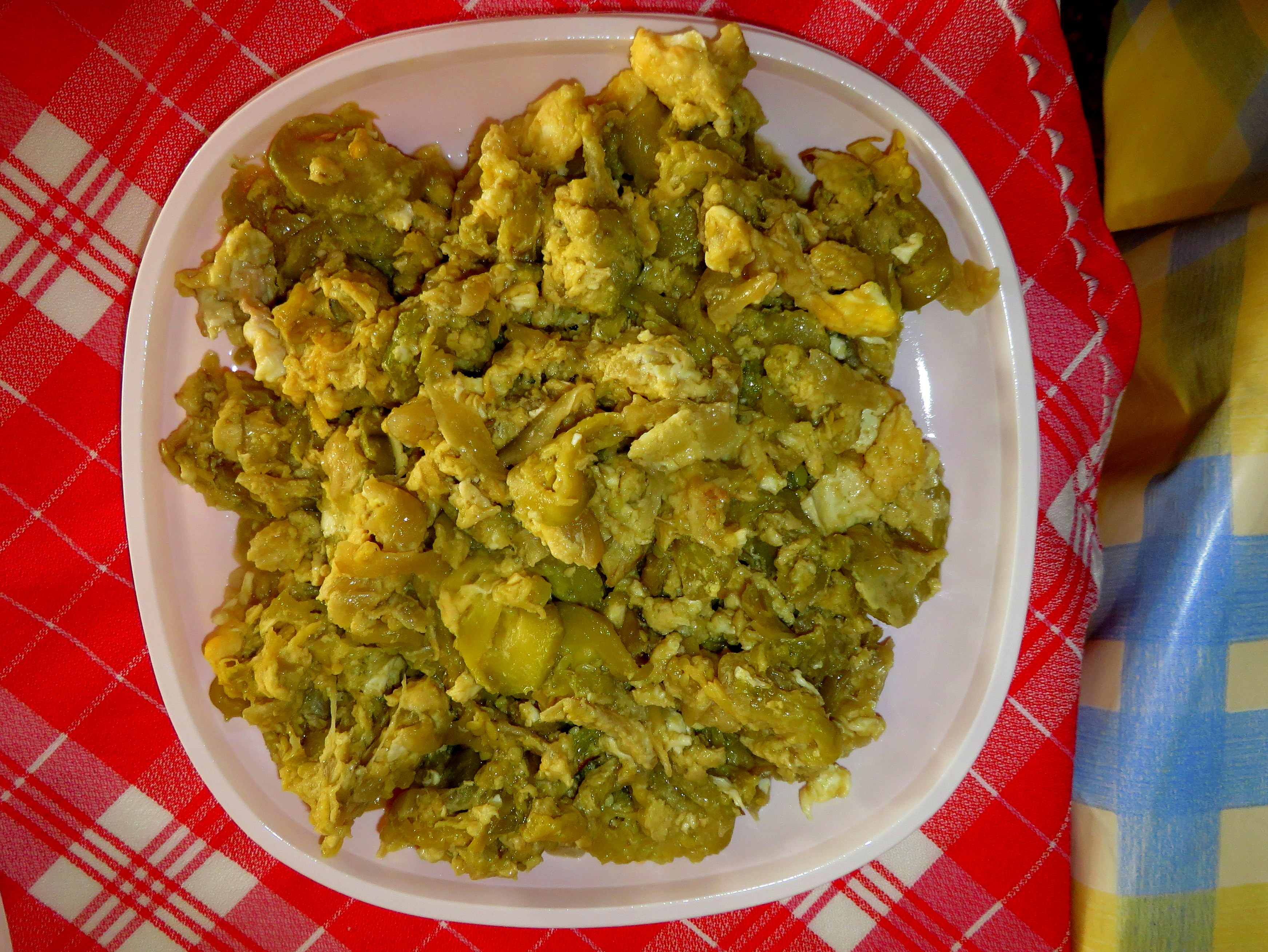
Zarangollo

En la Huerta de Murcia, a lo largo de la cuenca del Segura, abundan las frutas (de hueso y cítricos), las legumbres y hortalizas. Entre las verduras típicas se encuentra la acelga. Se tienen las aceitunas de mesa de la variedad cuquillo. Uno de los productos más característicos de la huerta es el pimentón, elaborado a partir de ñoras. Algunos platos típicos de esta zona son la ensalada murciana, el potaje murciano o el zarangollo (revuelto de huevo, cebolla y calabacín). Los guisos elaborados con michirones, un tipo de habas secas, ofrecidas como un plato frecuente. Los michirones es una preparación invernal típica. Se valoran también las denominadas valvillas, una especie de habas tiernas que se sirven "en calzón" (es decir con su vaina) o con jamón. Las calabazas son muy populares dentro de la cocina murciana, se encuentran diversas variedades: la quintalera grande, la totanera de color naranja intenso, la chirigaita de rayas verdes. Las judías verdes (bajocas) participan de pasteles de verduras. Entre los platos que emplean la patata se encuentran aquellos en los que se preparan en forma de patatas asadas. 
Ensalada Huertana con huevo cocido. Esta ensalada propia de Murcia, es muy famosa entre los habitantes de esta ciudad. Está constituida por productos propios de la huerta. Es un plato fácil y rápido de realizar con ingredientes diarios. La ensalada Huertana se elabora con tomate, atún, huevo cocido, aceitunas negras y cebolla. Lo más importante de esta ensalada es que debemos hacerla unas horas antes de su consumo para tomarla fría a la hora de comer. 
Entre los que incluyen frutas se consideran destacabes aquellos que se proporcionan en la región, entre ellos se encuentran los cítricos como son las naranjas, los limones, las mandarinas. Con las hojas de los limones se elaboran los paparajotes, una especie de postre. Entre otras frutas se encuentra las ciruelas (en especial las claudias), los albaricoques y los melocotones (principalmente producidos por Cieza que tienen una gran fama). Una de las variedades de melocotones más populares es la paraguaya (popularmente conocidos como chatos) . Son igualmente conocidos los higos (pajareros).
El arroz (generalmente bomba) posee numerosos platos en la Región, por ejemplo el arroz con verduras, el arroz con costillejas (denominado también arroz con magra), el arroz con pava (es decir con coliflor y boquerones, el caldero (arroz elaborado por los pescadores con pescado de roca) y el arroz con patatas y longaniza. Uno de los platos de arroz más celebrado es la paella huertana elaborada con productos de estación como puede ser alcachofas, pimientos, ajos tiernos, aunque también se le añaden caracoles, bacalao, etc. Los frutos secos como pueden ser los piñones y las pasas se suelen emplear en algunas preparaciones.

### Carnes y pescados

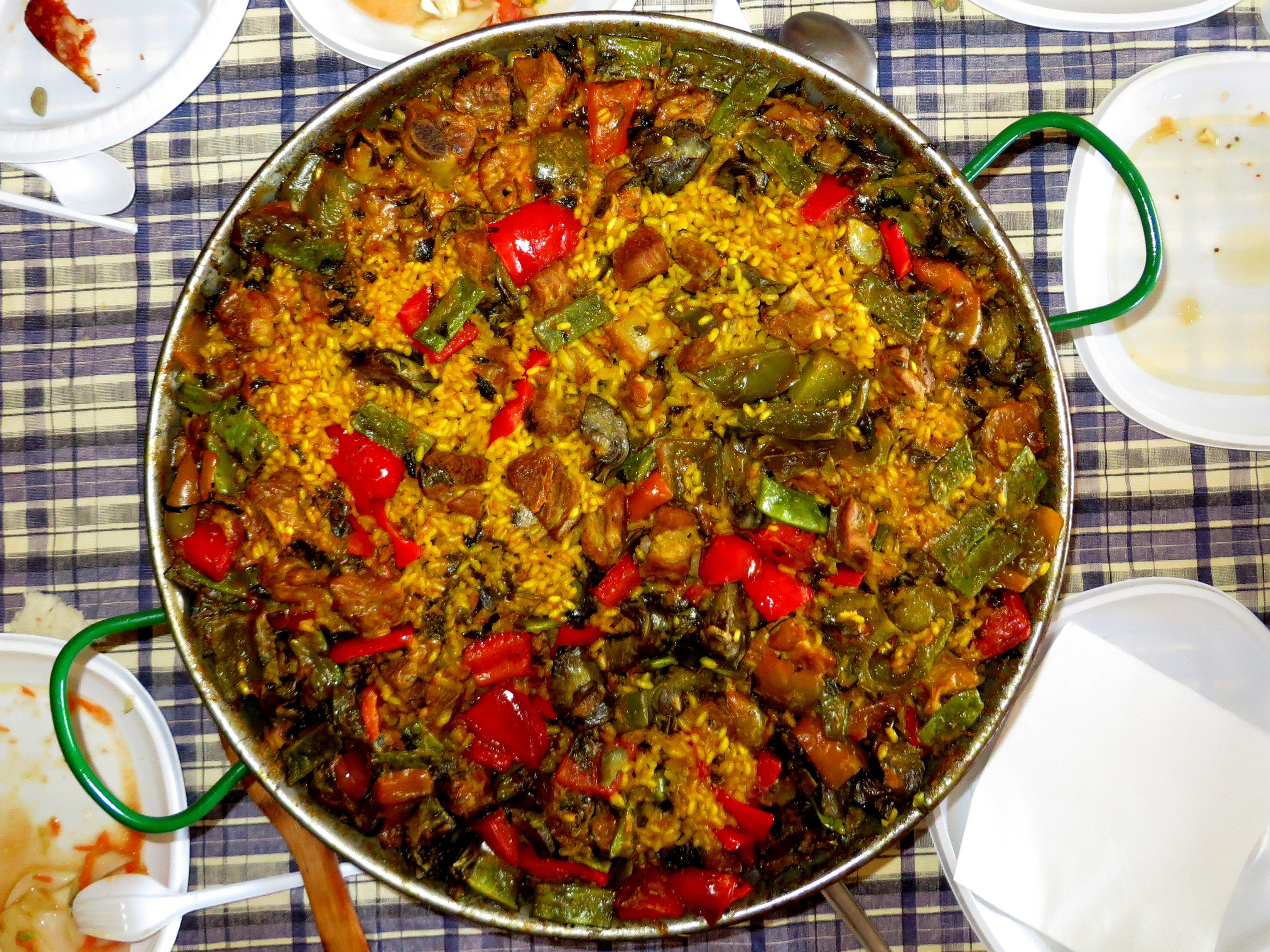
Arroz y costillejas

En el interior de la Región el clima es menos benigno, lo que hace que sus platos sean más consistentes y calóricos. Se encuentran en él cereales, legumbres (como los garbanzos o lentejas) y habas (como los michirones), olivos, almendros y vides. Uno de los pescados más habituales es el mújol, cuya hueva es famosa por ser uno de los succedáneos del caviar. Se consumen las huevas de muchos pescados, bien sean en salazón, aliñadas, fritas, o cocidas. En el Mar Menor se capturan varias especies autóctonas, como el langostino, el salmonete, la dorada o el mújol. Además, la costa mediterránea permite una gran abundancia de diferentes pescados. Así, las diferentes recetas de la zona costera se basan en la pesca. El bacalao en salazón es un pescado popular, del que se preparan unas albóndigas.
En cuanto a las carnes, cohabitan las carnes de caza, como el conejo, con las de granja, como el cerdo o el cordero. Como platos típicos pueden mencionarse una gran variedad de embutidos (morcón, morcilla o longaniza), el arroz con conejo y caracoles, la pata de cabrito al horno, el gazpacho jumillano, las gachasmigas (servidas en algunas ocasiones con tropezones de fiambre y sardina) y la olla gitana. Es peculiar la cena de Nochebuena era cabeza asada de cordero (típico de Molina de Segura). Entre las preparaciones de huevos se encuentra la tortilla murciana (una especie de tortilla paisana con tomate y pimiento). Son destacables el caldero, la dorada a la sal o los guisos con bacalao. Entre las elaboraciones con carne se encuentran el pastel de cierva (una especie de pastel de caza) y el pastel de carne murciano, que se suele servir en domingo o día festivo. Entre las carnes de caza menor se encuentra la de tordas (zorzas) muy habituales entre la fauna de la huerta.

También cabe destacar la forma de cocinar el pulpo, de forma totalmente diferente al resto del país, ya que dicho alimento se prepara tras ser asado al horno con diversos condimentos como vino blanco, cerveza y otros ingredientes.

## Bebidas
Entre las bebidas tipo cóctel destacan en el Campo de Cartagena el café asiático, un café con Licor 43, coñac y leche condensada; en Murcia es típico el café Belmonte, un café expreso con un poco de leche condensada y un chorro de brandy, también nos encontramos la láguena o revuelto (mezcla de anís y vino dulce a partes iguales) y el reparo (coñac y vino dulce a partes iguales). En los municipios de Aledo y de Totana es típica la mantellina, un licor tradicional a base de anís paloma, agua, miel y limón.

### Vinos

Vinos con Denominación de Origen de la Región de Murcia.

No produce vinos muy afamados dentro del mercado español. Aunque en el siglo XIX, la zona de la Región de Murcia adquirió fama al abastecer al mercado francés tras las plagas de filoxera. Existen tres subzonas con denominación de Origen dentro de la zona de producción vitivinícola de la región: Jumilla, Yecla y Bullas, así como dos subzonas con denominación de indicación geográfica: Vino de la Tierra de Campo de Cartagena, y Vino de la Tierra de Abanilla.
- Vino de Jumilla
- Vino de Bullas
- Vino de Yecla

Dentro de las denominaciones de indicación geográfica:
- Vino de la Tierra de Campo de Cartagena, que es una indicación geográfica reglamentada en 2003, utilizada para designar los vinos de mesa originarios de la zona vitícola del Campo de Cartagena.
- Vino de la Tierra de Abanilla, que es una indicación geográfica reglamentada en 2003 y utilizada para designar los vinos de mesa originarios de la zona vitícola de Abanilla.

## Repostería

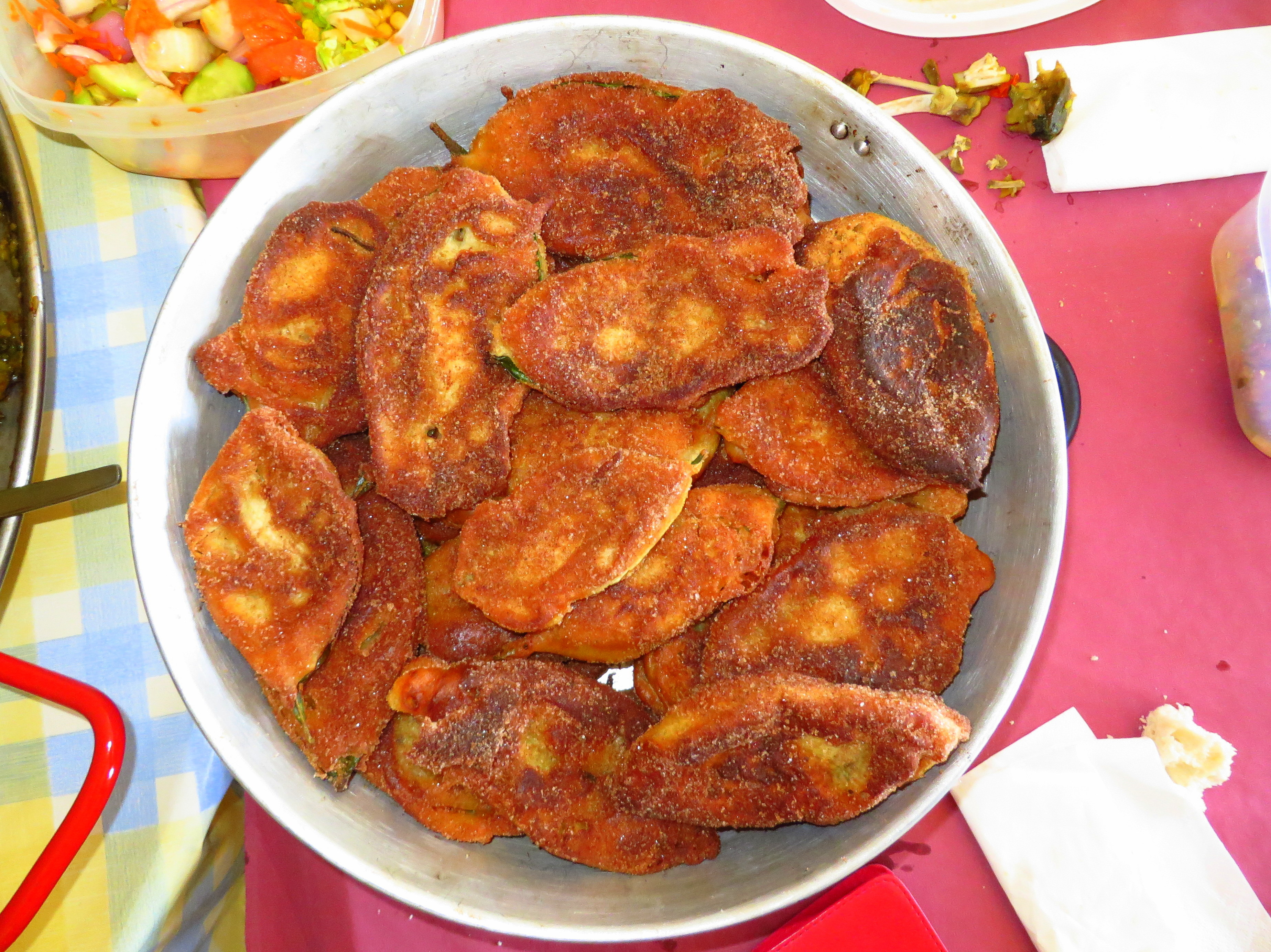
Paparajotes. Dulce murciano con hojas de limonero

Uno de los postres murcianos conocidos en la provincia son los paparajotes, hechos con hojas de limonero una fruta de sartén en la que se recubiertas con una masa elaborada con harina y huevo que se fríen y espolvorean con azúcar y canela. Son conocidas en la zona de Abarán picardías de avellana. También son tradicionales el arrope (dulce elaborado con higos secos), el tocino de cielo, las almojábanas y el denominado pan de Calatrava. En el municipio de Totana es frecuente el garabazo, una mona para el día de San Marcos (celebrado el 25 de abril) consistente en una torta de Pascua o de naranja con un huevo duro en el centro.